# Dinheiro (moeda portuguesa)
O dinheiro foi a moeda de Portugal desde o final do século XII até o ano de 1433, quando foi inteiramente substituído pelo real por Duarte I. Doze dinheiros eram iguais a um soldo, e vinte soldos eram iguais a uma libra.